# CD-MOFs
CD-MOFs sind metallorganische Gerüstverbindungen (MOFs) auf Basis von Cyclodextrinen als Linker. Als Konnektoren werden meist Alkalimetallkationen verwendet. CD-MOFs werden als grüne MOFs bezeichnet, da sie im Gegensatz zu den meisten anderen metallorganischen Gerüstverbindungen auf den Einsatz giftiger bzw. umweltschädlicher Chemikalien verzichten. Diese Tatsache eröffnet für CD-MOFs neue Anwendungsbereiche, vor allem in der sogenannten Drug delivery, also dem möglichst gezielten und effizienten Freisetzen medizinischer Wirkstoffe. Dabei wird in einem Medikament der Wirkstoff in den CD-MOF eingelagert, um so z. B. verträglicher oder thermisch stabiler zu werden.
Es sind CD-MOFs von α-, β- und γ-Cyclodextrin bekannt. Der γ-CD-MOF mit Kaliumionen (K+) als Konnektoren, auch CD-MOF-1 genannt, ist der am besten untersuchte CD-MOF.

## Potentielle Anwendungsbereiche

### Gasspeicherung
Wie viele andere metallorganische Gerüstverbindungen können CD-MOFs Gase einlagern. Besonders die Einlagerung von Kohlenstoffdioxid (CO2) ist detailliert dokumentiert und untersucht worden. Diese findet nicht wie bei MOFs üblich als Physisorption statt, sondern als Chemisorption.

Chemisorption von CO_{2} an das Cyclodextrin im CD-MOF unter Freisetzung eines H^{+}-Ions.

### Trennverfahren
Auch für chemische Trennverfahren wird die Eignung von CD-MOFs untersucht. Der γ-CD-MOF ist in der Lage, ein Gemisch aus Benzol, Toluol, Ethylbenzol und Xylol in die einzelnen reinen Lösemittel zu trennen – sowohl in der flüssigen als auch in der Gasphase. Neben den Trennungen verschiedener organischer Lösemittel ist der CD-MOF auch in der Lage, Enantiomere einiger chiraler Moleküle, wie z. B. Limonen und 1-Phenylethanol, zu trennen.